# 프란시스코 리마르도
프란시스코 알베르토 리마르도 가스콘(스페인어: Francisco Alberto Limardo Gascón, 1987년 3월 27일~)은 베네수엘라의 펜싱 선수로 주 종목은 에페이다. 2012년 하계 올림픽 남자 에페 우승자인 루벤 리마르도의 동생이기도 하다.